# Mile high club

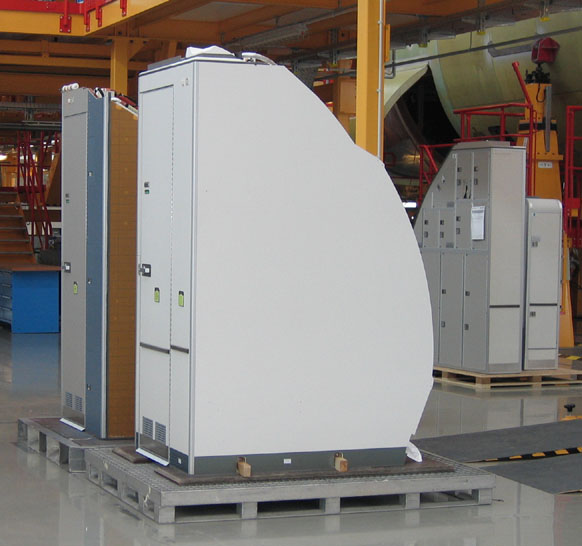
Mô hình nhà vệ sinh trên máy bay

Mile-high club (nghĩa đen: câu lạc bộ cách xa mặt đất một dặm) là từ lóng chỉ việc tham gia quan hệ tình dục trên máy bay hoặc các phương tiện bay khác.

## Tần suất
Một cuộc điều tra trong những năm 2010 cho thấy: 9% người Mỹ từng có những hành động khơi gợi tình dục trên ghế ngồi máy bay, 17% trong nhà vệ sinh, 5% thực hiện với hành khách khác và 3% với tiếp viên đoàn bay.